# Kigoma Ujiji
Kigoma Ujiji (auch Kigoma Mjini oder Kigoma Municipal genannt) ist ein Distrikt der Region Kigoma in Tansania. Der Distrikt grenzt im Nordosten an den Distrikt Kigoma, im Südosten an den Distrikt Uvinza und im Westen an den Tanganjikasee. Dieser bildet hier die Grenze zur Demokratischen Republik Kongo. Die Stadt Kigoma ist auch Verwaltungszentrum des Distriktes Kigoma und der Region.

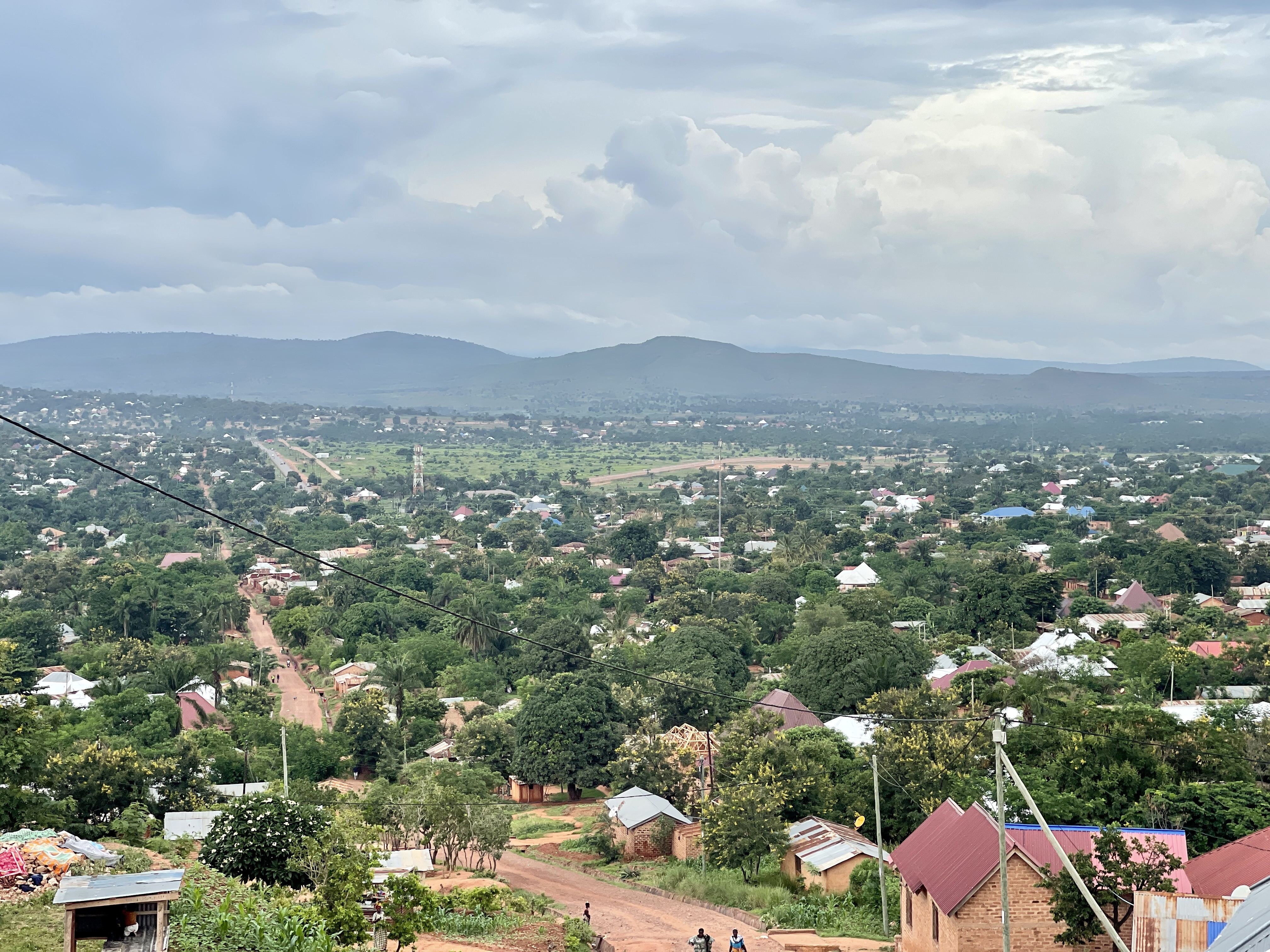
Blick auf Kigoma (Gungu).

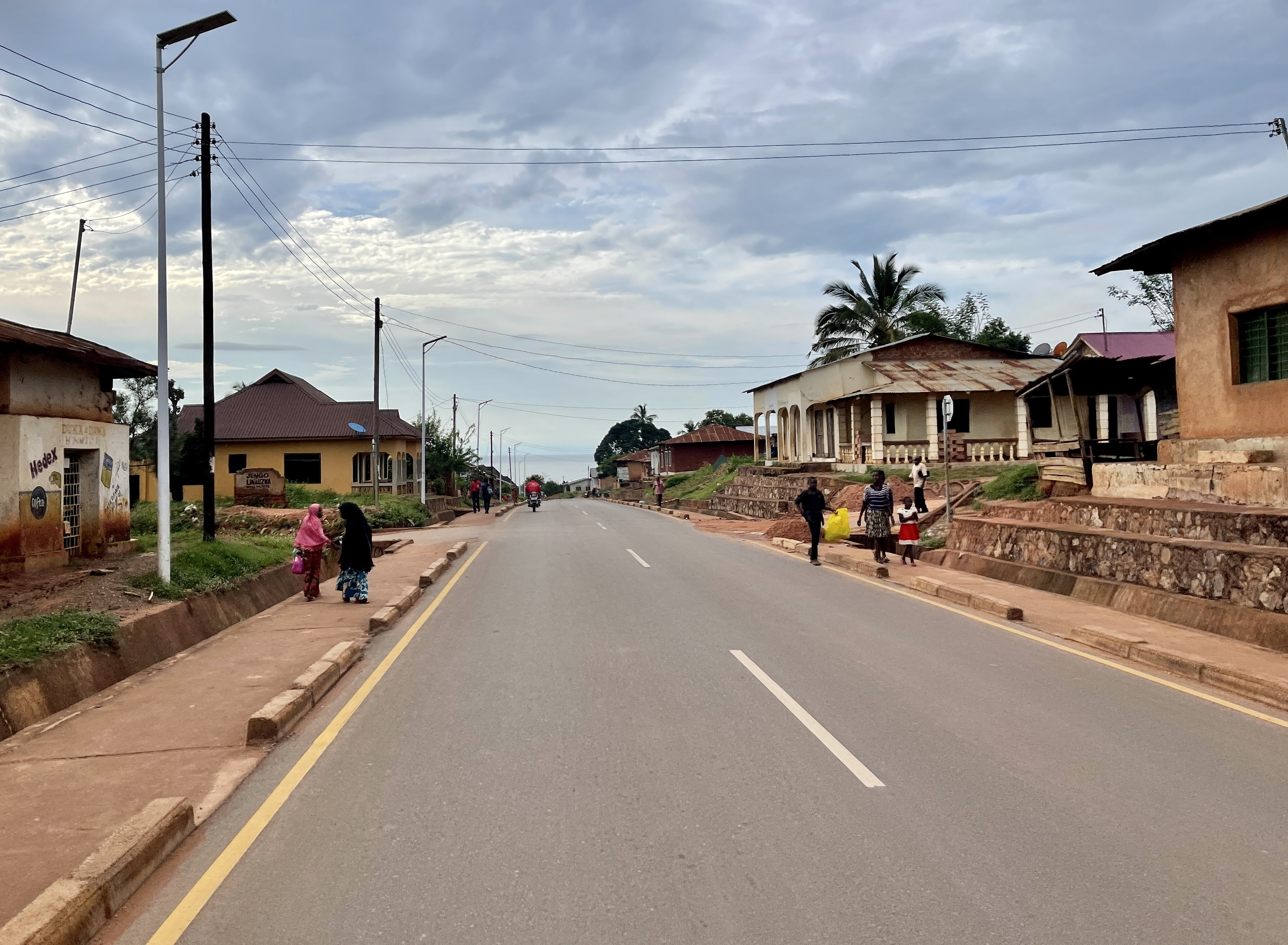
Straßenszene in Mwanga Kaskazini.

## Geographie
Kigoma Ujiji hat eine Fläche von 128 Quadratkilometern und 232.388 Einwohner (Volkszählung 2022). Der Distrikt liegt am Ufer des Tanganjikasees in einer Höhe von 780 Meter über dem Meer. Im Osten erreichen Hügel die Höhe von 850 Meter, im Norden über 950 Meter.
Das Klima in Kigoma ist tropisch. Im Jahresdurchschnitt regnet es 1915 Millimeter, den größten Teil davon in den Monaten November bis April. Die Monate Juni bis September sind sehr trocken, die Durchschnittstemperatur schwankt zwischen 24,4 Grad Celsius im Dezember und 26,3 Grad im September.

## Geschichte
Im Jahr 1871 fand der Journalist Henry Stanley den verschollenen Forscher David Livingstone in Ujiji am Ufer des Tanganjikasees.
In der Zeit des Sklavenhandels war Kigoma ein Stützpunkt für die arabischen Händler auf dem Weg von Kongo nach Bagamoyo. In Kigoma wurde bereits 1962 ein Stadtrat eingerichtet. Im Jahr 2005 wurde der Distrikt zum Municipal Council erhoben.

## Verwaltungsgliederung
Der Distrikt besteht aus dem einen Wahlkreis (Jimbo) Kigoma Mjini und 19 Bezirken (Kata):
- Buhanda
- Businde
- Buzebazeba
- Bangwe
- Gungu
- Kibirizi
- Kagera
- Kasimbu
- Kasingirima
- Kitongoni
- Kipampa
- Kigoma
- Katubuka
- Machinjioni
- Rubuga
- Majengo
- Rusimbi
- Mwanga Kusini
- Mwanga Kaskazini

## Bevölkerung
Bei der Volkszählung 2012 lebten 215.458 Menschen im Distrikt, bis 2022 stieg die Einwohnerzahl auf 232.388 an.

## Einrichtungen und Dienstleistungen
- Bildung: Von den 50 Grundschulen sind 45 öffentliche Schulen und 5 werden privat betrieben. Von den 30 weiterführenden Schulen sind 19 staatlich und 11 privat.[8]
- Gesundheit: Im Distrikt befinden sich 2 Krankenhäuser, 2 Gesundheitszentren und 17 Apotheken.[9]

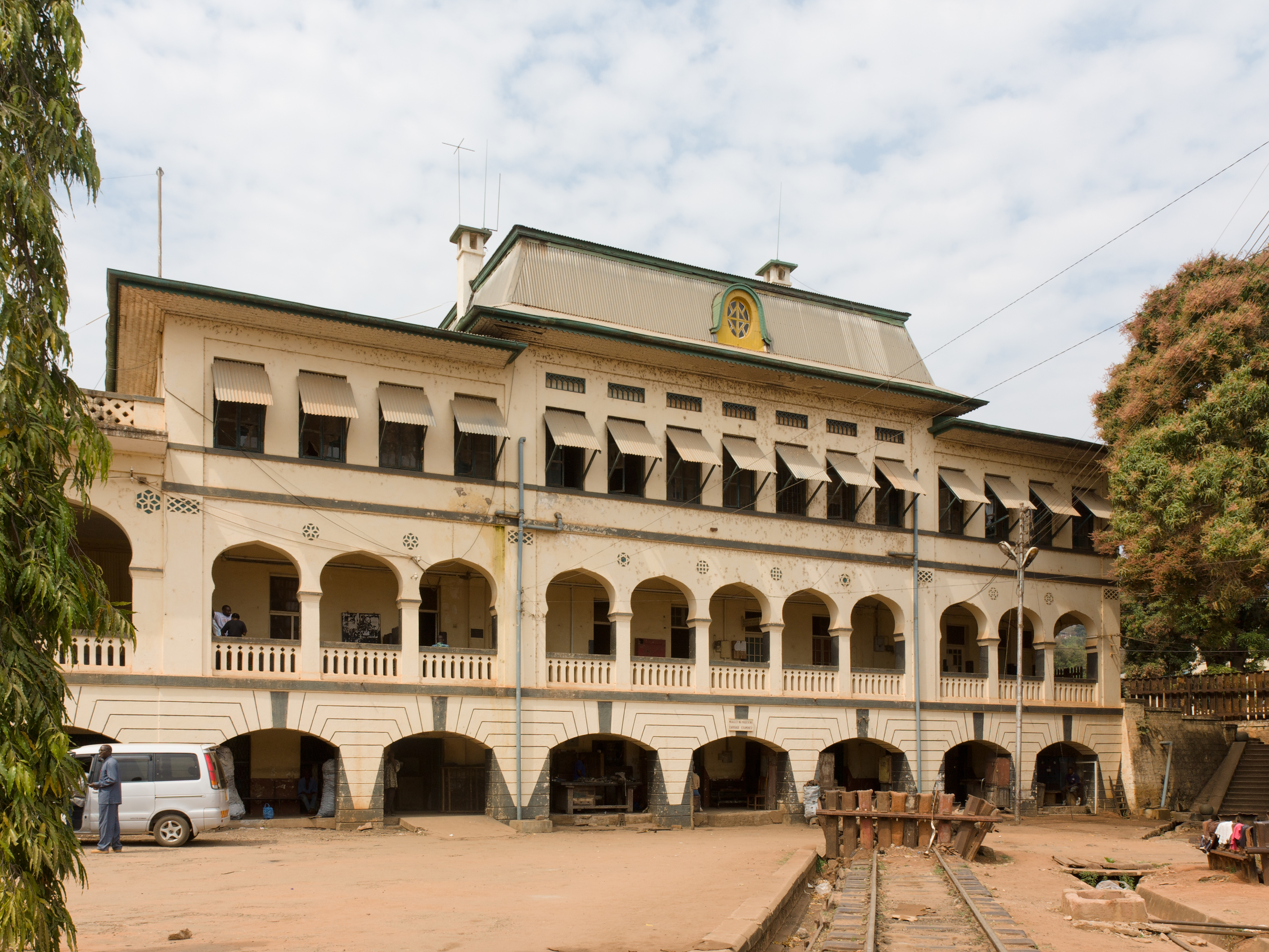
Bahnhof Kigoma

## Wirtschaft und Infrastruktur
- Eisenbahn: Kigoma ist der Endbahnhof der von Tanzania Railways Corporation betriebenen Central Line, die von Daressalam quer durch Tansania nach Westen führt.[10]
- Flughafen: Vom Flughafen Kigoma werden Linienflüge nach Bujumbura und nach Daressalam angeboten.[11]
- Hafen: Kigoma ist ein wichtiger Hafen am Tanganjikasee und bietet Passagierdienste, Frachtabfertigung und Ölverladung an.[12]
- Straße: Nach Kigoma führt die Nationalstraße, die von Daressalam ausgehend ganz Tansania in Ost-West-Richtung durchquert. Sie führt weiter nach Norden nach Burundi. Auch die Straße von Kigoma nach Kasulu im Nordosten ist asphaltiert.[13][14]

## Politik
Die Bürgermeister des Distriktes Kigoma Ujiji waren:

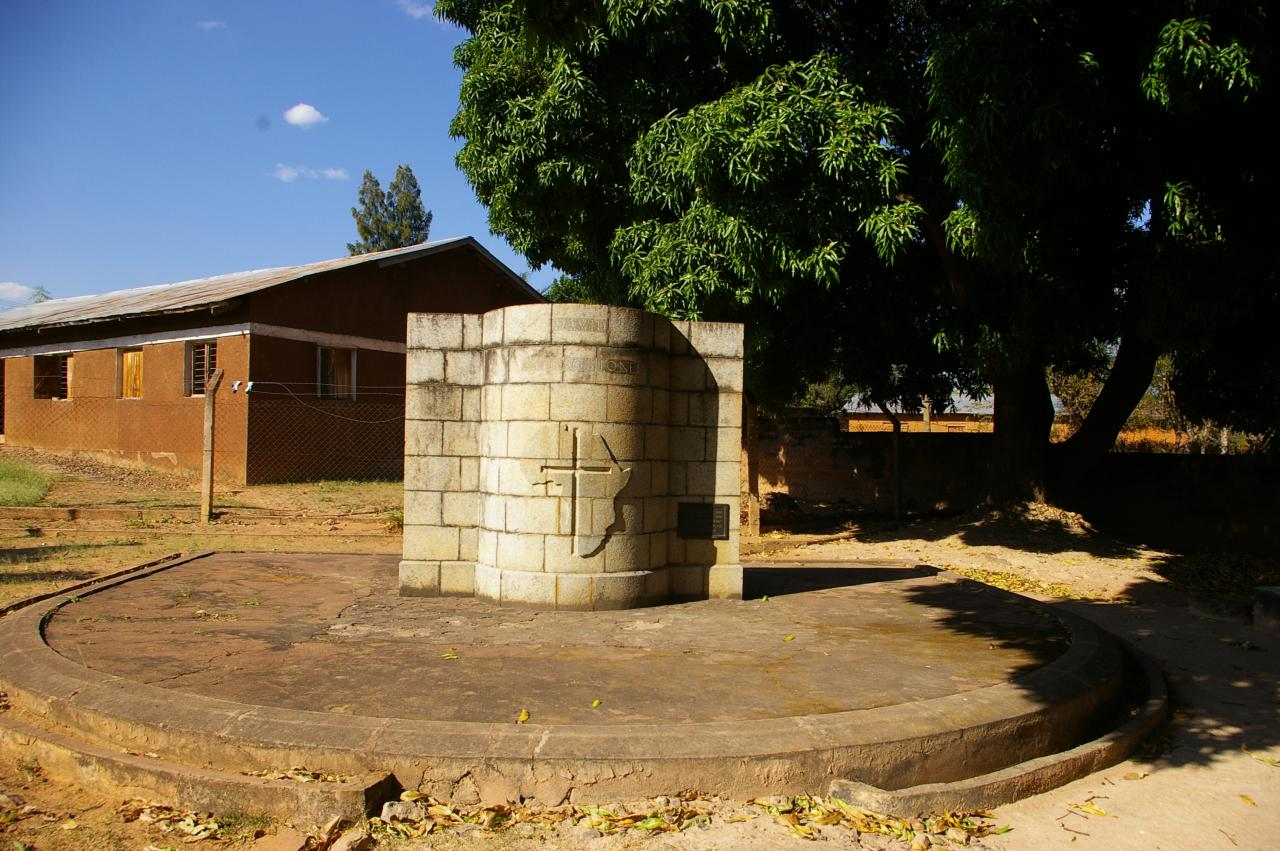
Livingstone Memorial in Kigoma-Ujiji.

- 1981–1983 Senga H. Kilao
- 1984–1988 Kasimu H. Kaila
- 1989–1994 Hamza K. Sungura
- 1995–2000 Abdallah S. Towfiq
- 2001–2005 Shabani M. Shabani
- 2006–2008 Kitila J. Magonjwa
- 2008–2010 N. W. Bidyanguze
- 2011–2015 Bakari H. Beji
- 2016–2020  Hussein Juma Ruhava
- seit 2021 Baraka Naibuha Lupoli

## Sehenswürdigkeiten
- Livingstone-Memorial: An der Stelle, an der Henry Stanley den verschollenen David Livingstone fand, wurde ein Monument aufgestellt und daneben ein kleines Museum eingerichtet.[16]